# 莫尼亚尔
莫尼亚尔（法語：Mognard，法語發音：[mɔɲaʁ]）是法国萨瓦省的一个旧市镇，属于尚贝里区。2016年，莫尼亚尔与临近的5个市镇合并为新市镇昂特勒拉克。

## 地理
莫尼亚尔（45°44'56"N, 5°57'19"E）面积4.1 平方千米，位于法国奥弗涅-罗讷-阿尔卑斯大区萨瓦省，该省份为法国东部省份，历史上为薩伏依的一部分，北起上萨瓦省，西接伊泽尔省和安省，南部和东部与上阿尔卑斯省和意大利接壤。
与莫尼亚尔接壤的市镇（或旧市镇、城区）包括：拉比奥勒、埃佩尔西、格雷西叙艾克斯、圣吉罗、圣乌尔斯、阿尔邦斯。

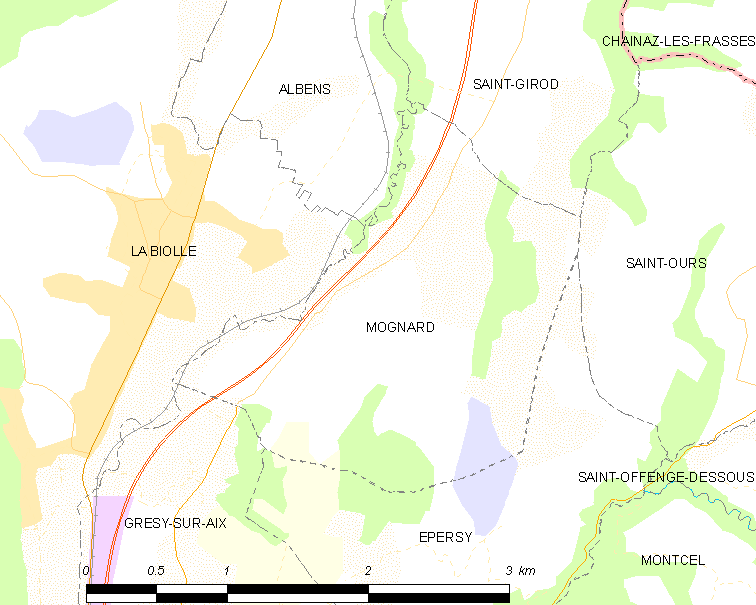
莫尼亚尔的OSM定位图

莫尼亚尔的时区为UTC+01:00、UTC+02:00（夏令时）。

## 行政
莫尼亚尔的邮政编码为73410，INSEE市镇编码为73158。

## 政治
莫尼亚尔所属的省级选区为艾克斯莱班第一县。

## 人口

1962-2008年间莫尼亚尔人口变化图示

莫尼亚尔于2018年1月1日时的人口数量为409人。